# Eunectes akayima
La anaconda verde del norte (Eunectes akayima) es una especie de boa en disputa que se encuentra en el norte de Sudamérica y en la isla caribeña de Trinidad. Está estrechamente relacionada con Eunectes murinus, la anaconda verde (del sur), de la que se descubrió que era genéticamente distinta en 2024. Es una de las serpientes más pesadas y largas del mundo, con ejemplares confirmados que miden hasta 6,3 metros (6,9 yd) de largo. Como todas las boas, es una constrictora no venenosa.
Se estima que E. akayima divergió de su pariente más cercano hace entre 5 y 20 millones de años, originalmente separados por el Arco del Vaupés. Hoy en día, se conocen ejemplares de E. akayima de la cuenca del Orinoco y regiones aledañas, que van desde Ecuador hasta Trinidad. Su área de distribución todavía está mayoritariamente separada de la de E. murinus, aunque se superponen parcialmente alrededor de la Guayana Francesa, sin una barrera geográfica clara. Si bien están genéticamente separadas mediante marcadores de ADN mitocondrial, las dos especies son indistinguibles en morfología.
La especie ha sido conocida por los caribes locales como akayima durante siglos, que luego fue adoptado como su nombre científico formal.

## Historia

### Propuestas anteriores
Antes del descubrimiento de E. akayima, se hicieron varias propuestas para escindir una nueva especie o subespecie de la anaconda verde (Eunectes murinus ), como Eunectes murinus gigas (Latreille, 1801), o Eunectes barbouri (Dunn y Conant, 1936).
Eunectes murinus gigas fue propuesta como una subespecie en 1801, y se cree que se extiende por la región de Guyana, basándose en una coloración postocular más clara, así como en diferencias en el recuento de escamas en las regiones ventral y subcaudal. Más tarde se descubrió que la coloración estaba distribuida uniformemente en todo el rango de la anaconda verde, mientras que se descubrió que el recuento de escamas no difería significativamente entre las supuestas subespecies. Esto mostró a E. m. gigas es una variación de color más que una verdadera subespecie.
Eunectes barbouri fue descrito en 1936 a partir de un individuo donado al Zoológico de Filadelfia, y se cree que es originario de la isla de Marajó en el norte de Brasil. El holotipo se distinguió de los especímenes de E. murinus por el patrón de coloración de sus manchas dorsales. En el presunto holotipo de E. barbouri, este último tenía un borde oscuro con un centro claro, mientras que en E. murinus eran uniformemente oscuros. Más allá del holotipo, se estimó que E. barbouri tenía una distribución más amplia en todo Brasil, con otro espécimen atribuido originario de Barreiras.
Algunos autores contemporáneos debatieron la validez de E. barbouri, aunque otros continuaron manteniendo la distinción de la especie. Una expedición de 1970 a Marajó no logró encontrar ningún espécimen de E. barbouri, siendo los únicos individuos encontrados E. murinus. Estudios posteriores han arrojado dudas sobre las características de diagnóstico utilizadas para definir la especie, y se descubrió que los patrones de manchas son parte de la variación de color natural en E. murinus, mientras que un estudio genético de 2022 confirmó la sinonimia de la dos especies.

### Descubrimiento
En 2024, una investigación demostró mediante pruebas genéticas que las poblaciones de Eunectes murinus que se encuentran en el norte de América del Sur formaban un clado distinto de los que se encuentran más al sur. La diferencia de aproximadamente el 5,5 por ciento en el ADN mitocondrial llevó a que las poblaciones del norte fueran reconocidas como una especie separada, Eunectes akayima. Tanto los especímenes salvajes como los cautivos fueron analizados con muestras de sangre. Si bien el ADN nuclear no logró mostrar diferencias mensurables entre las dos especies, los autores lo atribuyeron a la falta de marcadores apropiados con tasas de variación suficientemente altas, y los estudios genómicos nucleares apenas separan a E. murinus del más distante E. notaeus.
Se tomaron muestras en múltiples lugares de América del Sur a lo largo de 20 años en un estudio dirigido por el profesor Jesús Rivas de la Universidad Highlands de Nuevo México, midiendo datos genéticos a través de muestras de sangre y tejido y características anatómicas como el recuento de escamas, así como datos de hábitat.
Varios de los especímenes fueron encontrados en una expedición de 2022 realizada por investigadores que trabajaban con el pueblo indígena Huaorani en la Amazonía ecuatoriana. La expedición, organizada con el líder huaorani Penti Baihua, estuvo acompañada del rodaje de la serie Pole to Pole with Will Smith para National Geographic, con la participación del actor estadounidense Will Smith en la expedición.
La descripción de E. akayima ha sido recibida favorablemente por otros herpetólogos como Wolfgang Böhme, quien reconoció la validez de la división genética entre las dos especies de anaconda verde.

### Estudios futuros
Los investigadores han considerado estudios de seguimiento de E. akayima, con el objetivo de comprender la historia evolutiva de la anaconda verde y la división entre las dos especies. Las diferencias en las configuraciones genitales de las dos especies también son un tema abierto de investigación. Estos a menudo varían incluso entre especies de serpientes relacionadas, ya que los genitales no compatibles son a menudo un factor que impide el mestizaje entre poblaciones cercanas y conduce a una mayor divergencia entre especies.

## Nomenclatura

### Tipo espécimen
Si bien Linneo describió originalmente a Boa murina en 1758, se desconoce la ubicación precisa de los sintipos de la especie, siendo las ubicaciones más probables de Surinam y la Guayana Francesa zonas de contacto entre ambas poblaciones. Como las pruebas genéticas requeridas no son posibles en muestras de esa edad, no se sabe a qué especie pertenecían los especímenes tipo, lo que hace que la elección de a qué especie referirse como Eunectes murinus sea en última instancia arbitraria. Dado que el clado del sur era el más extendido, los descubridores optaron por mantener el nombre de E. murinus para este último en nombre de la estabilidad taxonómica, estableciendo la población del norte como una nueva especie.

### Etimología
El nombre de la especie akayima proviene de las lenguas caribes locales, donde akayi significa «serpiente» y el sufijo -ima describe la grandeza de una manera que eleva el término a una categoría separada, dando un significado literal de «La Gran Serpiente». La palabra akayima y sus variantes (okoyimo, okoimo) han sido utilizadas por los caribes locales para referirse a la anaconda verde del norte durante siglos antes de su descripción científica formal.
El uso continuo del nombre por parte de los pueblos indígenas antes de la llegada de la ICZN, junto con la invalidez de subespecies propuestas anteriormente de E. murinus debido a inconsistencias en la diferenciación, llevó a los investigadores a aceptar akayima como sinónimo principal de la especie.

### Estado taxonómico actual
Recientemente, se han publicado dos artículos que critican la descripción de esta especie en particular. En el primero, los autores discuten la dificultad para determinar con precisión la procedencia del material tipo de la especie descrita por Linneo y sus implicaciones al describir una especie nueva. Esto se debe a que el único espécimen conocido de la serie tipo de Eunectes murinus formaba parte del gabinete de curiosidades del rey Adolfo Federico de Suecia, el cual podría haber sido adquirido a través de mercaderes de naturalia, incrementando así la incertidumbre de la procedencia de dicho material. La sospecha de Surinam como posible localidad tipo se basa en la una idea bien documentada en la literatura de que muchos de los especímenes que Linneo describió en su Systema Naturae tienen su origen allí. Esto último podría ser cierto, aunque válido solo para aquel material que pueda ser vinculado a los «emisarios sudamericanos» de Linneo, como por ejemplo como Pehr Löfling o Daniel Rolander, el cual no es el caso. No obstante, la supuesta nueva especie, Eunectes akayima, tal como lo mencionan sus autores, también podría encontrarse en Surinam, por lo que es imposible determinar a cuál de los dos linajes evolutivos pertenece la anaconda verde descrita por Linneo hace más de 250 años, y cuál correspondería a la nueva especie. Por otro lado, los autores de la nueva especie violan varios de los artículos del Código Internacional de Nomenclatura Zoológica, comprometiendo así la integridad de su descripción, independientemente de su evidencia. Por ejemplo, los autores confunden los términos validez y disponibilidad, haciendo no disponible sin ningún tipo de razón válida el nombre Boa gigas [Eunectes gigas], el cual fue propuesto por Latreille en 1801 para una especie con una distribución similar a la de la supuesta nueva especie, y por ende, que tendría prioridad sobre Eunectes akayima. Debido a esto, el nombre Eunectes akayima fue puesto en sinonimia con Eunectes murinus. El segundo artículo, por otro lado, considera el nombre Eunectes akayima como un nomen nudum, por lo que a diferencia del anterior donde se le considera disponible pero inválido, aquí se le considera no disponible. La diferencia entre ambas críticas radica en la interpretación de lo que los autores consideran un atributo diagnóstico, de modo que, para los primeros, la justificación del uso de la historia evolutiva y la distribución de la especie satisface el criterio de disponibilidad del Código de Nomenclatura, mientras que para los segundos, no. En ambos casos, los autores de las respectivas críticas consideran que la descripción de esta nueva especie no cumple con los requesitos de la nomenclatura zoológica y por ende, no la reconocen como válida.

## Historia genética

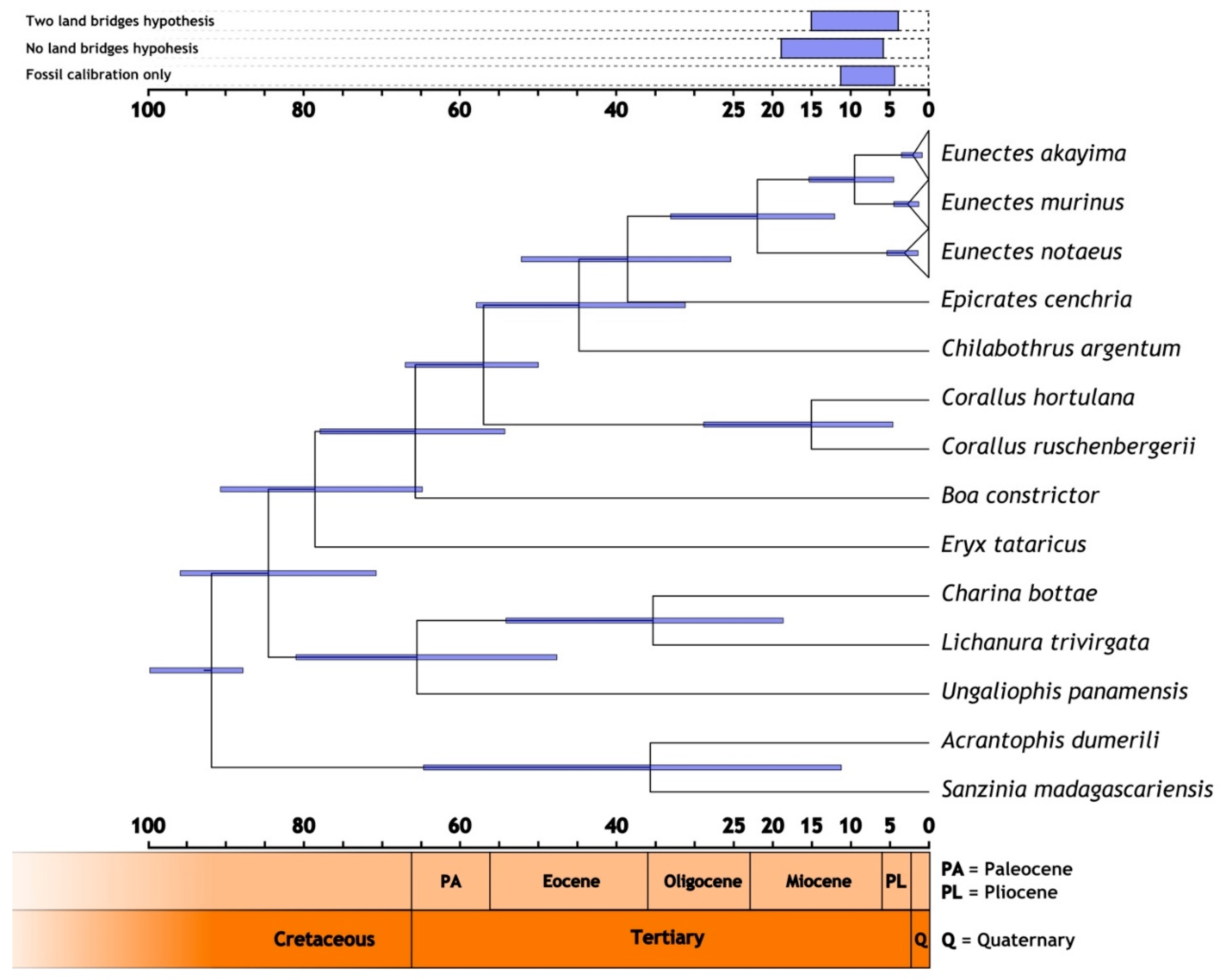
Cladograma de Eunectes akayima y especies afines, con estimaciones de su divergencia con E. murinus según diferentes escenarios.

Se ha estimado que la divergencia entre Eunectes akayima y E. murinus se produjo hace entre 5 y 20 millones de años, durante el Mioceno. Los análisis del reloj molecular se calibraron utilizando la división anterior entre los Sanziniinae geográficamente aislados (encontrados en Madagascar) y el resto de Boidae, junto con evidencia fósil. Los enfoques varían según el escenario considerado para la división antes mencionada, con escenarios que involucran un puente de tierra, dos o ninguno que proporcionan mínimos estrictos diferentes para la divergencia de Boidae y, por lo tanto, diferentes calibraciones para la división entre las dos especies. Otro método, que sólo considera la evidencia fósil, condujo a la estimación más reciente de la división entre E. akayima y E. murinus, ubicándola entre hace 5 y 11 millones de años.
Se ha observado que la división entre las dos especies de anaconda verde es paralela a otras divisiones similares de norte a sur en la fauna sudamericana, atribuidas por los autores al surgimiento del Arco del Vaupés entre los Andes y el Escudo Guyanés, que creó una barrera geográfica entre las poblaciones en las cuencas de los ríos Proto-Orinoco y Proto-Amazonía. Las poblaciones modernas de E. akayima se pueden encontrar más al sur que el Arco del Vaupés y actualmente no existe ninguna barrera geográfica entre las dos especies.
Una divergencia más reciente dentro de E. akayima data de c. 3 Ma, dividiendo poblaciones en Venezuela al sur del Delta del Orinoco. Se cree que esto coincidió con el inicio de la glaciación cuaternaria, ya que el secuestro de agua por los casquetes polares provocó el retroceso de los humedales, mientras los bosques crecían y separaban nuevamente las cuencas de los ríos Orinoco y Amazonas.

## Descripción
Eunectes akayima ha sido descrita como una de las serpientes más pesadas y largas del mundo, con ejemplares que miden hasta 6,3 metros (6,9 yd) de largo. Informes no confirmados de pueblos nativos Huaorani hablan de individuos que alcanzan 7,5 metros (8,2 yd) y 500 kilogramos (1102,3 lb).
Si bien las especies se distinguen por sus genomas mitocondriales, aún no se han reconocido diferencias morfológicas entre E. akayima y E. murinus. Se ha descubierto que las mediciones morfológicas, como el recuento de escamas en varios lugares, se encuentran en los mismos rangos en ambas especies.

## Ecología y comportamiento
Las anacondas verdes del norte son depredadores de emboscada y se encuentran entre los superdepredadores en los pantanos, ríos y otros humedales del norte de América del Sur, y pasan la mayor parte del tiempo sumergidos en aguas poco profundas. Cazan esperando que la presa se acerque, y la flotabilidad del agua les ayuda a saltar rápidamente y agarrar a la presa con sus fuertes mandíbulas. Al igual que otros boidos, son constrictores no venenosos, someten a sus presas envolviéndolas y asfixiándolas, a menudo aplastándolas antes de tragarlas enteras.
Las presas de la anaconda verde del norte incluyen animales grandes como capibaras, caimanes y ciervos. Es una especie clave en su ecosistema, cuya presencia impacta los hábitos y patrones de migración de otras especies en el entorno circundante. A pesar de las creencias populares, no ha habido registros confirmados de que E. akayima cace o se coma a humanos.

## Distribución y hábitat

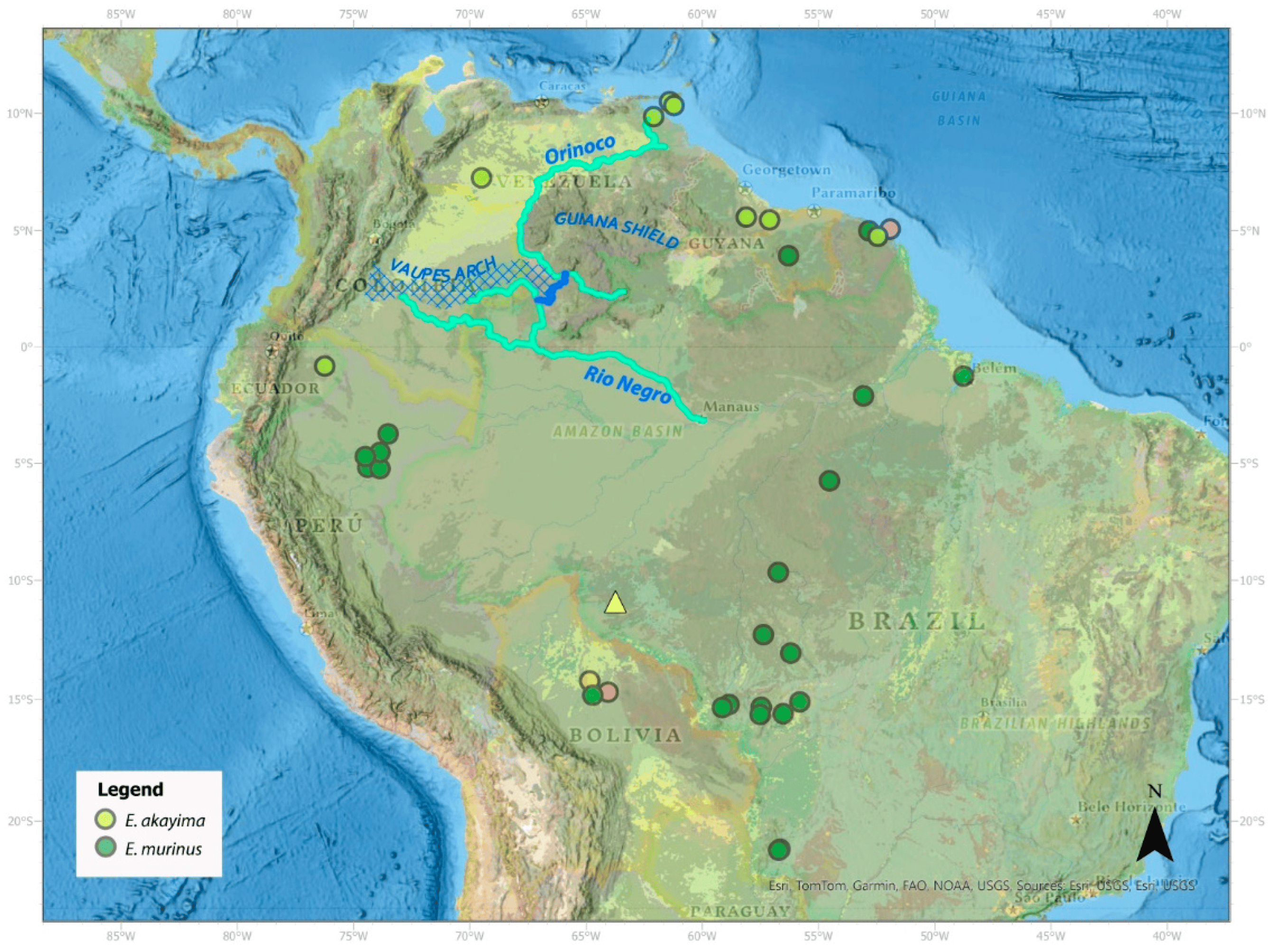
Rango de individuos muestreados de Eunectes akayima (en verde claro) y Eunectes murinus (en verde oscuro).

Eunectes akayima se encuentra en el norte de Sudamérica. Aún no se conoce el área de distribución precisa, pero según las muestras tomadas, se sabe que la especie se encuentra en Venezuela, Guayana Francesa, Surinam, Guyana, Ecuador, el norte de Brasil y la isla de Trinidad.
Se han descubierto regiones de contacto, como la Guayana Francesa y probablemente Surinam, donde las poblaciones de ambas especies de anaconda verde se superponen entre sí.  Si bien se han encontrado especímenes de ambas en localidades cercanas, especialmente en riberas opuestas entre sí, no se ha encontrado que las dos especies se crucen.

## Conservación
El descubrimiento de E. akayima como especie separada revela un riesgo de conservación mayor de lo que se creía anteriormente, a pesar de que la UICN evaluó originalmente a la anaconda verde como de Preocupación Menor debido a su amplia distribución. La falta de conocimiento preciso sobre la distribución poblacional dificulta la evaluación del verdadero estado de ambas especies, mientras que los diferentes hábitats ecológicos y amenazas que enfrentan ambas especies obligan a establecer programas de conservación específicos para cada una de ellas. En particular, el rango más pequeño de la anaconda verde del norte la hace mucho más vulnerable que su vecina del sur.
Al igual que con otras especies de anaconda, las principales amenazas incluyen los conflictos con los humanos, así como la degradación y fragmentación del hábitat causada por la agricultura, el cambio climático y la extracción de petróleo en la región. Los investigadores señalaron la importancia de monitorear las cifras de población de la especie, así como de estudiar los efectos de los petroquímicos relacionados con los derrames de petróleo en la biología reproductiva de la serpiente. La alta sensibilidad de la especie a los cambios la convierte en un indicador de salud ambiental, destacando la importancia de evaluar sus poblaciones. Se cree que entre el 20 y el 31 por ciento del hábitat de la anaconda verde del norte se ha perdido debido a la deforestación, y se estima que esa cifra alcanzará el 40 por ciento para 2050.